# George Cloetens

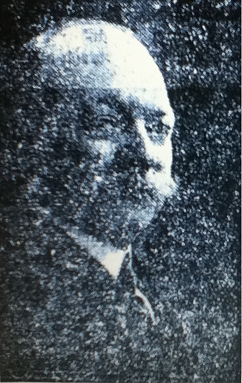
George Cloetens

Georges Cloetens (Brussel, 1871 – aldaar, 1949) was een Belgisch muziekinstrument- en in het bijzonder orgelbouwer.

## Levensloop
Georges Cloetens leerde het orgelbouwersvak bij Pierre Schyven in Elsene. Zijn eerste zelfstandige activiteiten als orgelbouwer dateren van rond 1895, maar pas rond 1900 kwam zijn atelier in volle bedrijvigheid.
Cloetens was de uitvinder van de luthéal (1922), een soort piano die diverse klankeffecten toestond. Daarnaast vond hij de orphéal (1910) uit, een toetsinstrument dat een combinatie was van een piano, orgel en harmonium. Op de orphéal konden geluiden worden geproduceerd die de geluiden van diverse andere instrumenten konden benaderen, zoals de cello en hoorn.